# Miklós Barabás
Miklós Barabás (Catalina, 10 febbraio 1810 – Budapest, 12 febbraio 1898) è stato un pittore e stampatore ungherese.

## Biografia
Dopo aver studiato all'Accademia di belle arti di Vienna, Barabás visse a Bucarest, dove si dedicò alla pittura di genere, per poi trasferirsi in Italia, ove affinò la tecnica dell'acquerello grazie a William Leighton Leitch. Tornato in Ungheria, Barabás divenne celebre per i suoi ritratti di nobili importanti, fra cui l'imperatore Francesco Giuseppe. Barabás fu anche uno dei fondatori Società di belle arti del Regno d'Ungheria e membro di importanti associazioni, fra cui l'Accademia ungherese delle scienze.